# Igushik River
Der Igushik River ist ein 110 Kilometer langer Zufluss der Bristol Bay im Südwesten des US-Bundesstaats Alaska. 

## Verlauf
Der Igushik River bildet den Abfluss des Amanka Lakes. Er fließt in überwiegend südlicher Richtung, wobei er ein stark mäandrierendes Verhalten mit zahlreichen Flussschlingen und Altarmen aufweist. 83 Kilometer oberhalb der Mündung befindet sich die Ortschaft Manokotak am östlichen Flussufer. Der Igushik River mündet schließlich auf der Ostseite der Nushagak-Halbinsel in die Nushagak Bay. Weiter östlich münden die Flüsse Snake River und Nushagak River in die Bucht.

## Natur und Umwelt
Der Fluss befindet sich vollständig innerhalb des Togiak National Wildlife Refuge. Im Sommer wandern Rotlachse (Oncorhynchus nerka) den Fluss hinauf zu ihren Laichplätzen.